# Proteoma
Il termine proteoma, coniato da Mark Wilkins nel 1994 durante un congresso indetto a Siena dall'Università di Siena (1), è usato in biologia per indicare il complesso delle proteine espresse da una cellula o da un organismo, cioè prodotte dal genoma del sistema biologico in esame. Il termine è stato applicato a diversi tipi di sistemi biologici. Esiste un proteoma cellulare, che è un insieme di proteine trovate in un particolare tipo di cellule in particolari condizioni ambientali, come ad esempio sotto esposizione ad una stimolazione ormonale. Può anche essere utile considerare il proteoma completo di un organismo, che può essere immaginato come l'insieme globale delle proteine di tutti i proteomi cellulari. Questo è, grosso modo, l'equivalente proteico del genoma. Il termine "proteoma" è stato usato anche per riferirsi all'insieme delle proteine di un sistema biologico sub-cellulare: ad esempio l'insieme delle proteine di un virus può essere detto proteoma virale.
Il proteoma è più grande e complicato del genoma, specialmente negli eucarioti, perché ci sono più proteine che geni. Ciò è dovuto all'accoppiamento dei geni ed alle modificazioni post-traduzionali come la glicosilazione o la fosforilazione.
Il proteoma mostra almeno due livelli di complessità che mancano al genoma. Mentre il genoma è definito da una sequenza di nucleotidi, il proteoma non si limita alla somma delle sequenze di proteine presenti. La conoscenza del proteoma richiede di conoscere, oltre alle strutture delle proteine del proteoma, anche le interazioni funzionali tra le proteine stesse.
Lo studio del proteoma è detto Proteomica. Esso è stato a lungo praticato con la separazione delle proteine per mezzo della elettroforesi bidimensionale su gel. Nella prima dimensione, le proteine sono separate in base al loro punto isoelettrico. Nella seconda dimensione le proteine sono separate per massa molecolare usando l'SDS-PAGE. Il gel è colorato con blu di Coomassie o argento per visualizzare le proteine. Le macchie sul gel sono proteine che sono migrate in posizioni specifiche.
Lo spettrometro di massa ha migliorato la proteomica. La tecnica nota come Peptide mass fingerprinting identifica una proteina scindendola in brevi segmenti peptidici e successivamente deducendo l'identità della proteina confrontando le masse dei peptidi con quelle di un database di riferimento. La spettrometria di massa, d'altra parte, può fornire informazioni sulle sequenze da peptidi singoli isolandoli, trattandoli con un gas inerte e quindi catalogando i frammenti ionici prodotti.